# Region Coimbra
Region Coimbra (portugisiska Região de Coimbra) är en statistisk underregion (NUTS 3) i mellersta Portugal.                                                                                                                                                            
Den är en del av den statistiska regionen Mellersta Portugal (NUTS 2).
Ytan uppgår till 4 336 km² och befolkningen till 460 139 invånare (2011).
Regionen Coimbra omfattar ungefär distriktet Coimbra och sammanfaller geografiskt med Comunidade Intermunicipal da Região de Coimbra ("Region Coimbras kommunalförbund"; ”CIM RC”).

## Kommuner
Region Coimbra omfattar 19 kommuner (concelhos).
- Arganil
- Cantanhede
- Coimbra
- Condeixa-a-Nova
- Figueira da Foz
- Góis
- Lousã
- Mealhada
- Mira
- Miranda do Corvo
- Montemor-o-Velho
- Mortágua
- Oliveira do Hospital
- Pampilhosa da Serra
- Penacova
- Penela
- Soure
- Tábua
- Vila Nova de Poiares

## Största orter
1. Coimbra
2. Figueira da Foz
3. Cantanhede
4. Montemor-o-Velho
5. Oliveira do Hospital
6. Mealhada
7. Soure
8. Lousã
9. Condeixa-a-Nova
10. Penacova
11. Miranda do Corvo
12. Mira
13. Arganil
14. Tábua